# Браун (окръг, Небраска)
Вижте пояснителната страница за други значения на Браун.
Окръг Браун (на английски: Brown County) е окръг в щата Небраска, Съединени американски щати. Площта му е 3173 km², а населението - 3525 души (2000). Административен център е град Ейнсуърт.